# إيزه وان
إيزه وان هي قرية في مقاطعة ورزقان، إيران. عدد سكان هذه القرية هو 56 في سنة 2006.